# Oğuzhan Türk
Oğuzhan Türk (* 17. Mai 1986 in Kampen) ist ein niederländisch-türkischer Fußballspieler.

## Karriere
Türk kam als Sohn von türkischstämmigen Eltern im niederländischen Kampen auf die Welt. Hier spielte er u. a. in der Nachwuchsabteilung von DOS Kampen, ehe er in die Nachwuchsabteilung des SC Heerenveens wechselte. 2005 erhielt er bei diesem Verein einen Profivertrag, spielte aber bis ins Jahr 2007 keine einzige Pflichtspielbegegnung für die Profimannschaft. Die Spielzeiten 2007/08 und 2008/09 verlieh ihn sein Verein an die Go Ahead Eagles. Hier spielte er zwei Spielzeiten lang durchgängig als Stammspieler. Im Sommer 2009 verließ Türk Heerenveen endgültig und wechselte zum SC Cambuur-Leeuwarden. Für diesen Klub kam er in drei Spielzeiten zu 83 Ligaspielen und erzielte dabei 15 Tore. Zur Saison 2012/13 wechselte er zum  VVV-Venlo und spielte hier die nächsten zwei Jahre lang.
Im Sommer 2014 verpflichtete ihn der südtürkische Erstligist Gaziantepspor. Im Frühjahr 2016 wechselte er zum Zweitligisten Adanaspor. Mit diesem Verein beendete Türk die Saison als Zweitligameister und stieg damit in die Süper Lig auf. An dem zweiten Aufstieg seiner Karriere war er mit sieben Ligaspieleinsätzen beteiligt. Nach dem Aufstieg wurde sein Vertrag nach gegenseitigem Einvernehmen aufgelöst und er an den niederländischen Verein FC Emmen abgegeben.

## Erfolge
Mit Nazilli Belediyespor
- Meister der TFF 3. Lig und Aufstieg in die TFF 2. Lig: 2011/12

Mit Adanaspor
- Meister der TFF 1. Lig und Aufstieg in die Süper Lig: 2015/16